# Frauenbild
Der Begriff Frauenbild bezeichnet das Bild, das heißt den inneren Gesamteindruck oder die Vorstellung einer einzelnen Person (oder einer Personengruppe) von Frauen allgemein, oder von speziellen Frauengruppen. Diese heute gängige Begriffsverwendung hat sich erst ab den 1970er Jahren etabliert.
Davor wurde der Begriff als Synonym für „Frau“ und auch für Bilder, Gemälde und Statuen verwendet, die eine oder mehrere Frauen zeigen.

## Begriffsbedeutungen
Historisch wurde aus dem Lemma „Frauenbild“ ein Neologismus gebildet, der seit den 1970er Jahren mit neuer, übertragener Bedeutung im Wortschatz verwendet wird. Er bezieht sich auf die immaterielle Vorstellung wie Frauen sind, sein sollen oder wahrgenommen werden. Die früheren Verwendungen bezeichneten sowohl eine reale Frau in direkter Bedeutung, als auch materielle Bilder, Gemälde und Statuen, die eine Frau abbilden.

### Direkte Bedeutung: Die Frau an sich
Frauenbild (frouwen bilde (Mhd., etwa 11. bis 14. Jahrhundert), frawenpilde und frauenpild (Frnhd., 14. bis 17. Jahrhundert)) ist eine heute nicht mehr gebräuchliche Bezeichnung für eine „vornehme“ Frau oder Frauengestalt. Frauenbild wurde analog verwendet wie das heute noch gebräuchliche,  „gemeine“ Weibsbild und, auf den Mann bezogen, Mannsbild (auch Mannesbild).
Goethe verwendete den Begriff in dieser Bedeutung und schrieb:
Von Gott dem Vater stammt Natur,
das allerliebste Frauenbild,
des Menschen Geist, ihr auf der Spur,
ein treuer Werber, fand sie mild.

### Direkte Bedeutung: Die künstlerische Darstellung einer Frau
Frauenbild bezeichnet ebenfalls – und auch noch heute in der Kunst – ein Porträt, Gemälde oder eine sonstige Abbildung einer oder mehrerer Frauen.
In spezieller Referenz, beispielsweise Frauenbild Maria Zell oder in der Erweiterung Liebfrauenbild (Liebfrauenbild von Kaufbeuern)  handelt es sich dabei um Marienbildnisse oder -statuen. Laaer Frauenbild – pars pro toto – ist eine sehr kleine Kapelle mit Marienstatue in der Gemeinde Laa an der Thaya.

### Übertragene Bedeutung: Die Art und Weise, wie Frauen gesehen werden
Die heute gebräuchlichste Verwendung definiert der Duden als „Frauenbild: Bild (in der Bedeutung 'Vorstellung' oder 'Eindruck'), das jemand von Frauen hat“. Die immer häufigere, zunächst rein fachliche Verwendung in dieser Bedeutung begann Anfang der 1970er Jahre, war aber wegen der geringen Verwendung in der Umgangssprache selbst 26 Jahre später (21. Auflage, 1996) noch nicht im Duden aufgenommen.

#### Wissenschaftliche Verwendung
Eine frühe Erwähnung dieser übertragenen Verwendung von Frauenbild findet sich 1970 bei Eva-Maria Carne in der Analyse der Sichtweise von Frauen im Werk von Hartmann von Aue: „Um das Besondere an Hartmanns Frauenbild deutlich zu machen, soll hier ein kurzer Überblick über die sich immer wandelnde männliche Einstellung zur Frau gegeben werden.“ und „Es ist eine umstrittene Frage, wie weit das fast überirdische Frauenbild der hohen Minne und die Marienverehrung einander beeinflusst haben“. Eine Verbindung zwischen dem christlichen Frauenbild und dem – auch in Übertragung verstandenen – Marienbild wurde 1999 analysiert. Ein weiteres Forschungsfeld ist das Frauenbild des Mittelalters, wie es nicht nur in Bezug auf Marienverehrung, sondern insbesondere auch in Texten zum spätmittelalterlichen und frühneuzeitlichen Hexenglauben behandelt wird.
Wissenschaftlich wird der Begriff in erläuterter Verwendung in der Geschichtswissenschaft, den Sozialwissenschaften und besonders in der Frauenforschung als Zusammenfassung nach einer Analyse verwendet, beispielsweise
- Frauenbild und politisches Bewusstsein im schweizerischen katholischen Frauenbund[17],
- Frauenbild und Frauenarbeit in Oesterreich[18],
- Das Frauenbild in faschistischen Texten und seine Vorläufer in der bürgerlichen Frauenbewegung der zwanziger Jahre[19].

#### Mediale Verwendung
In den Medien oder in der politischen Diskussion wird Frauenbild eher weniger genau definiert und dafür mehr bewertend (negatives, positives, veraltetes, modernes, verzerrtes, propagiertes usw. Frauenbild) als Schlagwort verwendet.
Eine nicht differenzierte, pauschalisierende Beschreibung von Frauen und Frauengruppen über den Begriff „Frauenbild“ wurde mit „Soll- und Ist-Zustand“, „Stereotyp“ und „Schablone“ (Frauenbild als „Schablone eines zeitgenössigen Frauenideals“) in Zusammenhang gebracht.

### Männerbild
Analog zu Frauenbild wird auch Männerbild verwendet, doch ist dessen Verwendung in der Literatur seltener, wobei es unter der umgangssprachlichen Häufigkeit liegt, die für eine Erwähnung im Duden relevant ist und folglich dort nicht erklärt wird.
Vergleiche von Frauenbildern und Männerbildern finden sich beispielsweise in folgenden Abhandlungen:
- Frauen- und Männerbilder im "Tatort" 2001[25],
- Wilde Frische, zarte Versuchung: Männer- und Frauenbild auf Werbeplakaten der fünfziger bis neunziger Jahre[26],
- Frauen- und Männerbilder in den Novellen von Stefan Zweig[27].